# Roger Gibbins (Politikwissenschaftler)
Roger Gibbins (* 17. April 1947 in Prince George, British Columbia; † 10. März 2024 in Vancouver, British Columbia) war ein kanadischer Politikwissenschaftler und Professor der University of Calgary. Er amtierte 1999/2000 als Präsident der Canadian Political Science Association (CPSA). 2013 wurde ihm der Alberta Order of Excellence verliehen, die höchste zivile Auszeichnung der kanadischen Provinz Alberta. Er war zudem Mitglied der Royal Society of Canada.

## Leben
Gibbins wuchs in Prince George auf und machte 1969 sein Bachelor-Examen (Politikwissenschaft) an der University of British Columbia in Vancouver. Nach seiner Heirat setzte er seine Studien an der kalifornischen Stanford University fort, wo er einen Master-Titel erwarb und zum Ph.D. promoviert wurde. 1973 begann seine langjährige Tätigkeit als Hochschullehrer an der University of Calgary. 1998 übernahm er die Präsidentschaft der Canada West Foundation, einer überparteilichen Stiftung zur Förderung des westlichen Kandas. 2002 ließ es sich an der Universität emeritieren und widmete sich ganz der in Calgary ansässigen Foundation. Im Jahr 2012 zog er sich von der Leitung der Canada West Foundation zurück und übernahm eine neue Rolle als Senior Fellow.

## Schriften (Auswahl)
- Regionalism, territorial politics in Canada and the United States. Harcourt Brace, Toronto 1994, ISBN 978-0-409-83321-8.
- Mit James Frideres: Alberta into the 21st century. Faculty of Social Sciences, Calgary 1993, ISBN 978-0-88953-176-5.
- Canadian political life. An Alberta perspective. Kendall/Hunt Pub. Co., Dubuque 1990, ISBN 978-0-8403-5882-0.
- Prairie politics and society. Regionalism in decline. Butterworths, Toronto 1980, ISBN 978-0-409-83320-1